# Іран в російсько-українській війні
Іран надав Росії дрони-камікадзе для використання під час вторгнення останньої в Україну. Ряд країн звинуватили Іран у порушенні резолюції Ради Безпеки ООН 2231.

## Передумови
Резолюцією Ради Безпеки ООН 2231 запроваджено ембарго на постачання зброї Ірану у 2015 році. Ембарго на звичайні іранські озброєння припинило дію в жовтні 2020 року, але обмеження щодо ракет і пов'язаних з ними технологій діють до жовтня 2023 року.

## Постачання зброї
Відомо про понад 3800 БПЛА Shahed 136 які росіяни випустили по Україні з вересня 2022 року, а також постачання БПЛА Shahed 129, Shahed 131, Shahed 191 та Mohajer-6. 8 січня 2024 року українська протиповітряна оборона збила перший ударний дрон «Shahed 238» з китайським реактивним двигуном.
Іран постачає Росії не тільки БПЛА та боєприпаси, а й порох для реактивних снарядів і стволів для 122-мм гаубиць Д-30 і 125-мм для танків Т-72, згідно інформації у відкритих джерелах. У березні 2023 року стало відомо про постачання 300 000 артилерійських пострілів. Також відомо про постачання польового спорядження та ПТРК та авіабомб. Відомо про продаж як і набоїв власного виробництва — так і виробництва КНДР та КНР.
| назва                         | тип                             | к-ть        | подробиці |
| ----------------------------- | ------------------------------- | ----------- | --- |
| Shahed 136                    | баражуючий боєприпас            | 3800+       | 12.09.22 вперше задокументоване використання баражуючого боєзапасу Shahed-136 у війні з РФ                         |
| Mohajer-6                     | розвідувальний БПЛА             | —           | 23.09.22 вперше задокументоване їхнє використання у війні                                                          |
| Shahed 131                    | баражуючий боєприпас            | —           | 13.10.22 вперше задокументоване їхнє використання у війні                                                          |
| Shahed 129                    | ударний БПЛА                    | —           | 12.02.23 стало відомо про можливе постачання                                                                       |
| Shahed 191                    | ударний БПЛА                    | —           | 12.02.23 стало відомо про можливе постачання                                                                       |
| Shahed 238                    | ударний БПЛА                    | —           | 08.01.24 українська протиповітряна оборона збила перший ударний дрон «Shahed 238» з китайським реактивним двигуном |
| Qaem-5                        | бомба класу повітря — поверхня  | —           | 23.09.22 вперше задокументоване їхнє використання у війні                                                          |
| набої до стрілецької зброї    | набої до стрілецької зброї      | 100 000 000 | 08.03.23 стало відомо про можливе постачання 100 000 000 набоїв до стрілецької зброї                               |
| 40-мм гранати до гранатометів | 40-мм гранати до гранатометів   | 300 000     | 08.03.23 стало відомо про можливе постачання 300 000 артилерійських пострілів                                      |
| 107-мм протитанкові ракети    |                                 | 300 000     | 08.03.23 стало відомо про можливе постачання 300 000 артилерійських пострілів                                      |
| 60-мм мінометний постріл      |                                 | 300 000     | 08.03.23 стало відомо про можливе постачання 300 000 артилерійських пострілів                                      |
| 81-мм мінометний постріл      |                                 | 300 000     | 08.03.23 стало відомо про можливе постачання 300 000 артилерійських пострілів                                      |
| 120-мм мінометний постріл     |                                 | 300 000     | 08.03.23 стало відомо про можливе постачання 300 000 артилерійських пострілів                                      |
| 122-мм реактивний постріл     |                                 | 300 000     | 08.03.23 стало відомо про можливе постачання 300 000 артилерійських пострілів                                      |
| 130-мм реактивний постріл     |                                 | 300 000     | 08.03.23 стало відомо про можливе постачання 300 000 артилерійських пострілів                                      |
| 152-мм реактивний постріл     |                                 | 300 000     | 08.03.23 стало відомо про можливе постачання 300 000 артилерійських пострілів                                      |
| 115-мм бронебійний постріл    |                                 | 300 000     | 08.03.23 стало відомо про можливе постачання 300 000 артилерійських пострілів                                      |
| 125-мм бронебійний постріл    |                                 | 300 000     | 08.03.23 стало відомо про можливе постачання 300 000 артилерійських пострілів                                      |
| 120-мм набої до танку         | 120-мм набої до танку           | —           | згідно оприлюдненої інформації про постачання у вересні 2022 року                                                  |
| артилерійські постріли        | артилерійські постріли          | —           | згідно оприлюдненої інформації про постачання у вересні 2022 року                                                  |
| набої до стрілецької зброї    | набої до стрілецької зброї      | —           | згідно оприлюдненої інформації про постачання у вересні 2022 року                                                  |
| 122-мм артилерійський постріл | 122-мм артилерійський постріл   | —           | помічено у використанні росіянами у червні 2023                                                                    |
| OF-462                        | 122-мм артилерійський постріл   | —           | помічено у використанні росіянами у червні 2023                                                                    |
| 152-мм артилерійський постріл | 152-мм артилерійський постріл   | —           | помічено у використанні росіянами у червні 2023                                                                    |
| R-122                         | 122-мм постріли до БМ-21 «Град» | —           | 09.08.23 помічено у використанні російськими військовими                                                           |
| 7.62 стрілецькі набої         |                                 | —           | 12.08.23 помічено у використанні російськими військовими                                                           |
| Dehlaviyeh                    | ПТРК                            | —           | 28.04.23 помічено в російських військових                                                                          |
| Rouin-3                       | захисне спорядження             | —           | 15.11.22 помічено в російських військових                                                                          |
| NIJ II                        | шолом                           | —           | 15.11.22 помічено в російських військових                                                                          |
| бронежилет                    | бронежилет                      | 10 000      | 08.03.23 стало відомо про можливе постачання 10 000 бронежилетів та шоломів                                        |
| шолом                         | шолом                           | 10 000      | 08.03.23 стало відомо про можливе постачання 10 000 бронежилетів та шоломів                                        |
| 3OF33                         | 130-мм артилерійський постріл   | —           | 16.04.24 були помічені 130-мм постріли до причепних гармат М-46 у користуванні російських військових               |

### Безпілотники
24 лютого 2022 року Росія вторглася в Україну. До 12 квітня спроба Росії взяти Київ провалилася. Того дня Ґардіан повідомила, що Іран займався контрабандою зброї з Іраку до Росії. 11 липня і знову 17 липня, коли російські запаси безпілотників закінчувалися, офіційні особи США заявили, що Іран планує надати Росії безпілотники. До 17 жовтня, коли Росія втратила позиції під час українських контрнаступів на сході та півдні, Росія отримала іранські дрони-камікадзе, які вона використовувала для атак на цивільну інфраструктуру. До 18 жовтня іранські військові чиновники були в окупованому Криму, допомагаючи Росії управляти іранськими безпілотниками.
16 жовтня Вашингтон пост повідомила, що Іран планує постачати Росії як безпілотники, так і ракети. 21 листопада в Міністерстві оборони України заявили, що згідно з повідомленнями ізраїльської преси, Ізраїль може у відповідь передати Україні ракети малої та середньої дальності.
18 жовтня 2022 року Державний департамент США звинуватив Іран у порушенні резолюції ООН 2231 через продаж безпілотників Shahed 131 і Shahed 136 Росії, погодившись із подібними оцінками Франції та Великої Британії. Іран заперечує постачання зброї для використання в Україні. 22 жовтня Франція, Британія та Німеччина офіційно закликали групу ООН, відповідальну за Резолюцію Ради Безпеки ООН 2231, провести розслідування.
1 листопада CNN повідомила, що Іран готується відправити Росії балістичні ракети та іншу зброю для використання в Україні.
21 листопада CNN повідомила, що оцінка розвідки дійшла висновку, що Іран планує допомогти Росії почати виробництво в Росії безпілотників іранської розробки. Країна, яка проводить оцінку розвідки, не називається.

### Реакція України
3 листопада Україна попередила Іран про жорстку відповідь, якщо він продовжить постачати зброю Росії. 24 листопада Україна заявила про ліквідацію в Криму іранських військових радників, а також про те, що іранці на окупованих територіях, які підтримують вторгнення, також стануть мішенню.

## Іранські військові в Україні
21 жовтня 2022 року в пресрелізі Білого дому стверджувалося, що іранські військові перебувають у Криму та допомагають Росії атакувати безпілотниками цивільних осіб та цивільну інфраструктуру. 24 листопада українські офіційні особи заявили про ліквідацію десятьох іранців і про наміри в подальшому протидіяти будь-якій військовій присутності Ірану в Україні. Інститут вивчення війни оцінив, що йдеться, ймовірно, про Корпус вартових Ісламської революції або пов'язаний з ним персонал, оскільки це формування є основним оператором іранських безпілотників.

## Вплив на ірансько-американські відносини
Підтримка Іраном Росії в поєднанні з придушенням Іраном протестів Махси Аміні та кроками до збільшення збагачення урану призвели до більшої конфронтації між Сполученими Штатами та Іраном. Станом на 24 листопада 2022 року Сполучені Штати не прагнули відновити ядерну угоду з Іраном і нещодавно запровадили додаткові санкції проти Ірану.
9 січня 2023 року радник президента США з національної безпеки Джейк Салліван заявив, що продаж Іраном безпілотників Росії може «сприяти широкомасштабним воєнним злочинам» в Україні. Салліван заявив, що США розглянуть можливість притягнення керівництва Ірану до відповідальності.

## Військова протидія Ірану з боку третіх країн
За даними низки ЗМІ та SOHR Військово-повітряні сили Ізраїлю в липні, вересні та жовтні 2022 року завдали ударів по заводах поблизу Дамаска, які збирали іранські дрони. За даними ЗМІ, також було знищено запас БПЛА, можливо, призначених для постачання до Росії.
Згідно з інформацією, опублікованою The New York Times 12 жовтня 2022, «з недавнього часу» Ізраїль почав постачати Збройні сили України розвідданим про іранських безпілотників. Також, за даними The Times of Israel, через Польщу військовим ізраїльським оборонним підрядником українським військовим почали постачати системи боротьби з дронами.

## Військова протидія Ірану з боку внутрішньої опозиції
2 березня 2022 року колишній президент Ірану Махмуд Ахмадінежад висловив підтримку народу України на своїй сторінці у «Твіттері»: «Великий народ України, президент Зеленський. Ваш шляхетний і майже безпрецедентний опір викрив сатанинські плани ворогів людства. Знайте, що велика країна — Іран із вами і захоплюється вашою героїчною завзятістю».